# Bardun
En bardun er et stykke snor, tovværk, stålwire eller andet, som bruges til at holde master, telte eller andre objekter opretstående med.
Forsynes f.eks. en mast med én bardun fra toppen af masten til et fastgørelsespunkt på jorden i en vis afstand fra masten, forhindres masten i at vælte i retninger væk fra fastgørelsespunktet. Ved brug af tre eller flere barduner kan man på den måde "udelukke" samtlige retninger masten kunne falde i, og derved tvinge den til at blive stående.
På sejlskibe kaldes en bardun nu for vant.
I 1800-tallet blev "bardun" beskrevet som "Tov, med hvilket Stængerne paa et Skib holdes fast".